# Zoom-koom
Le Zoom-koom ou Zoomkoom ou jus de petit mil est une boisson originaire du Burkina Faso.

## Préparation
La boisson zoom-koom est une boisson faite au Burkina Faso à base de la céréale mil et cette boisson est préparée avec du mil et du gingembre. Elle est aussi appelée l’eau de bienvenue. En effet Zoom fait référence à farine et koom signifie quant à lui eau. Ainsi, le zoom-koom s'appelle également chez le peuple Mossi￼ "l’eau de farine”. Chez ce peuple du Burkina Faso, offrir le zoom-koom à un étranger revient à lui souhaiter la bienvenue,,.

## Dans la culture
La boisson zom-koom est utilisée au Burkina Faso lors des mariages, des baptêmes et du jeûne. En effet, au Burkina Faso, lors des baptêmes et les mariages qui sont des festivités qui regroupent plusieurs personnes de différentes appartenances religieuses, le zom-koom est proposée à ceux qui ne boivent pas de l'alcool. En plus de cela, pendant les temps de jeûne, les fidèles croyants l'utilisent pour la rupture. Dans nos sociétés, le zom-koom est aussi proposé aux femmes qui allaitent pour procurer du lait naturel en quantité et en qualité aux nouveau-nés

## Composition
Cette boisson traditionnelle est essentiellement composée de farine fine de mil, du sucre ou du miel. On peut ajouter du tamarin, quelques morceaux de gingembres. Certaines personnes ajoutent en plus des précédents, du piment moulu et d'eau. Pour donner un goût aigre au jus, d'autres mettent en lieu et place du tamarin, du jus de citron,.    